# Полонский, Игорь Александрович
Игорь Александрович Полонский — композитор, саунд-продюсер групп «Любэ», «Иванушки International», «Корни», «Фабрика», и др.

## Биография
Закончил Московскую среднюю специальную музыкальную школу им. Гнесиных и Музыкально-педагогический институт имени Гнесиных по классу фортепиано (класс доцента Е. Я. Либермана). С 1994 года сотрудничает с Игорем Матвиенко в качестве сопродюсера. Работает со всеми артистами и другими проектами Продюсерского центра Игоря Матвиенко, а также преподает в Музыкальной Академии Матвиенко М.А.М.А.

## Творчество

### В качестве автора
Автор музыки к песням, вошедших в следующие альбомы:
| Год  | Альбом            | Исполнитель            |
| ---- | ----------------- | ---------------------- |
| 1996 | Конечно он        | Иванушки International |
| 1997 | Твои письма       | Иванушки International |
| 2003 | На века           | Корни                  |
| 2003 | Девушки фабричные | Фабрика                |

### В качестве аранжировщика и саунд-продюсера
Работал над следующими альбомами:
| Год  | Альбом                          | Исполнитель            |
| ---- | ------------------------------- | ---------------------- |
| 1992 | Stay with Me («Побудь со мной») | Валерия                |
| 1996 | Комбат                          | Любэ                   |
| 1996 | Конечно он                      | Иванушки International |
| 1997 | Песни о людях                   | Любэ                   |
| 1997 | Конечно он Remix                | Иванушки International |
| 1997 | Твои письма                     | Иванушки International |
| 1997 | Фамилия. Часть1                 | Валерия                |
| 1997 | Флак                            | Андрей Зуев            |
| 1999 | Об этом я буду кричать всю ночь | Иванушки International |
| 2000 | Полустаночки                    | Любэ                   |
| 2000 | Подожди меня...                 | Иванушки International |
| 2002 | Давай за…                       | Любэ                   |
| 2002 | Олег Андрей Кирилл              | Иванушки International |
| 2002 | Не Надо Жу-Жу                   | Девочки                |
| 2003 | На века                         | Корни                  |
| 2003 | Девушки фабричные               | Фабрика                |
| 2005 | Рассея                          | Любэ                   |
| 2005 | 10 лет во вселенной             | Иванушки International |
| 2008 | Иголка                          | Виктория Дайнеко       |
| 2008 | Мы такие разные                 | Фабрика                |
| 2009 | Свои                            | Любэ                   |
| 2009 | Избранное                       | Сергей Мазаев          |
| 2015 | За тебя, Родина-мать            | Любэ                   |
| 2015 | Лучшее в нашей жизни            | Иванушки International |

В качестве сопродюсера участвовал в создании и проведении первой Фабрики Звезд.
В качестве саунд-продюсера вместе с Игорем Матвиенко участвовал в создании музыки для церемонии открытия Зимних Олимпийский Игр 2014 в Сочи.
В качестве саунд-продюсера вместе с Игорем Матвиенко участвовал в создании музыки к кинофильму «Викинг».
Создатель авторского курса "Сонграйтинг" Музыкальной академии Матвиенко (М.А.М.А).
Лауреат президентской награды за организацию и проведение всероссийской акции взаимопомощи "Мы вместе", 2020 г.
В качестве главного эксперта в категории "Композитор поп-музыки" участвовал в Национальном чемпионате творческих компетенций Артмастерс, 2021 г.